# Meusnes
Meusnes és un municipi francès, situat al departament del Loir i Cher i a la regió de Centre – Vall del Loira. L'any 2007 tenia 1.009 habitants.

## Demografia

### Població
El 2007 la població de fet de Meusnes era de 1.009 persones. Hi havia 468 famílies, de les quals 156 eren unipersonals (80 homes vivint sols i 76 dones vivint soles), 192 parelles sense fills, 104 parelles amb fills i 16 famílies monoparentals amb fills.
La població ha evolucionat segons el següent gràfic:
Habitants censats

### Habitatges
El 2007 hi havia 660 habitatges, 477 eren l'habitatge principal de la família, 130 eren segones residències i 53 estaven desocupats. 623 eren cases i 27 eren apartaments. Dels 477 habitatges principals, 382 estaven ocupats pels seus propietaris, 80 estaven llogats i ocupats pels llogaters i 15 estaven cedits a títol gratuït; 3 tenien una cambra, 25 en tenien dues, 128 en tenien tres, 155 en tenien quatre i 166 en tenien cinc o més. 364 habitatges disposaven pel capbaix d'una plaça de pàrquing. A 261 habitatges hi havia un automòbil i a 167 n'hi havia dos o més.

### Piràmide de població
La piràmide de població per edats i sexe el 2009 era:
| Homes | Edats   | Dones |
| ----- | ------- | ----- |
| 4     | 95 o +  | 4     |
| 4     | 90 a 94 | 12    |
| 12    | 85 a 89 | 12    |
| 16    | 80 a 84 | 12    |
| 20    | 75 a 79 | 40    |
| 52    | 70 a 74 | 56    |
| 36    | 65 a 69 | 56    |
| 36    | 60 a 64 | 36    |
| 16    | 55 a 59 | 12    |
| 20    | 50 a 54 | 20    |
| 20    | 45 a 49 | 20    |
| 28    | 40 a 44 | 32    |
| 32    | 35 a 39 | 32    |
| 32    | 30 a 34 | 24    |
| 12    | 25 a 29 | 16    |
| 24    | 20 a 24 | 8     |
| 40    | 15 a 19 | 28    |
| 12    | 10 a 14 | 28    |
| 20    | 5 a 9   | 24    |
| 12    | 0 a 4   | 8     |

## Economia
El 2007 la població en edat de treballar era de 525 persones, 389 eren actives i 136 eren inactives. De les 389 persones actives 361 estaven ocupades (195 homes i 166 dones) i 28 estaven aturades (12 homes i 16 dones). De les 136 persones inactives 74 estaven jubilades, 25 estaven estudiant i 37 estaven classificades com a «altres inactius».

### Ingressos
El 2009 a Meusnes hi havia 493 unitats fiscals que integraven 1.059 persones, la mediana anual d'ingressos fiscals per persona era de 16.954 €.

### Activitats econòmiques
Dels 42 establiments que hi havia el 2007, 2 eren d'empreses alimentàries, 2 d'empreses de fabricació d'altres productes industrials, 8 d'empreses de construcció, 6 d'empreses de comerç i reparació d'automòbils, 3 d'empreses de transport, 1 d'una empresa d'hostatgeria i restauració, 6 d'empreses de serveis, 10 d'entitats de l'administració pública i 4 d'empreses classificades com a «altres activitats de serveis».
Dels 13 establiments de servei als particulars que hi havia el 2009, 1 era una oficina de correu, 1 taller de reparació d'automòbils i de material agrícola, 2 paletes, 2 guixaires pintors, 3 fusteries, 1 electricista, 1 perruqueria, 1 veterinari i 1 restaurant.
Dels 3 establiments comercials que hi havia el 2009, 1 era una botiga de més de 120 m², 1 una botiga de menys de 120 m² i 1 una fleca.
L'any 2000 a Meusnes hi havia 18 explotacions agrícoles que ocupaven un total de 465 hectàrees.

## Equipaments sanitaris i escolars
El 2009 hi havia 1 farmàcia i 1 ambulància.
El 2009 hi havia una escola elemental.

## Poblacions més properes
El següent diagrama mostra les poblacions més properes.